# الفاندائو
الفاندائو (به پرتغالی: Alfundão) یک سکونتگاه مسکونی در پرتغال است که در Ferreira do Alentejo Municipality واقع شده‌است.

## خصوصیات
الفاندائو ۵۱٫۹۰ کیلومترمربع مساحت و ۹۹۸ نفر جمعیت دارد.